# موشک پادماده

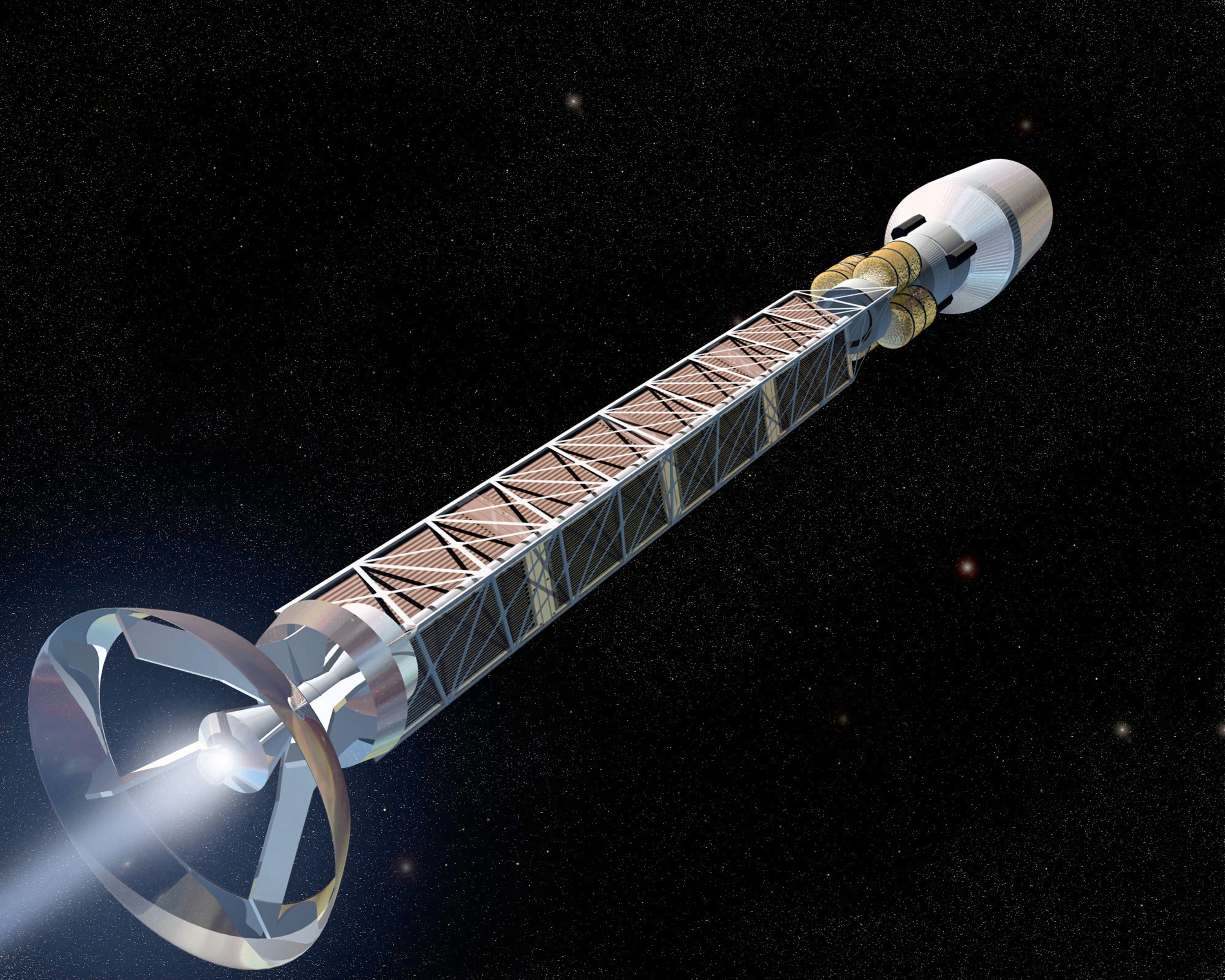
یک موشک پادماده پیشنهادی

موشک پادماده، کلاس پیشنهادی موشک‌هایی است که از پادماده به عنوان منبع انرژی خود استفاده می‌کنند. چندین طرح وجود دارد که تلاش می‌کند این هدف را محقق کند. مزیت این دسته از موشک‌ها این است که بخش بزرگی از جرم باقیمانده مخلوط ماده/پادماده ممکن است به انرژی تبدیل شود و به موشک‌های پادماده اجازه می‌دهد تا چگالی انرژی و ضربه ویژه‌ای به مراتب بالاتر از هر کلاس پیشنهادی موشک دیگری داشته باشند.

## مواد و روش‌ها
موشک‌های پادماده را می‌توان به سه نوع کاربرد تقسیم کرد: موشک‌هایی که مستقیماً از محصولات نابودی پادماده برای رانش استفاده می‌کنند، موشک‌هایی که یک سیال عامل یا یک ماده میانی را که سپس برای رانش استفاده می‌شود گرم می‌کنند و آنهایی که یک سیال عامل یا یک ماده واسطه را گرم می‌کنند. ماده ای برای تولید الکتریسیته برای نوعی از سیستم پیشران فضاپیماهای الکتریکی. مفاهیم نیروی محرکه ای که از این مکانیسم‌ها استفاده می‌کنند به‌طور کلی به چهار دسته تقسیم می‌شوند: هسته جامد، هسته گازی، هسته پلاسما و پیکربندی هسته پرتو. جایگزین‌های پیشرانهٔ مستقیم نابودی پادماده، امکان ساخت وسایل نقلیه ممکن را با مقادیر بسیار کمتر پادماده در برخی موارد فراهم می‌کند، اما به پیشران ماده بسیار بیشتری نیاز دارند. سپس محلول‌های ترکیبی با استفاده از پادماده برای کاتالیز کردن واکنش‌های شکافت/همجوشی برای نیروی محرکه وجود دارد.

### موشک ضد ماده خالص: استفاده مستقیم از محصولات واکنش
واکنش‌های نابودی ضد پروتون علاوه بر نوترینوها و پرتوهای گاما، پیون‌های باردار و بدون بار تولید می‌کنند. پیون‌های باردار می‌توانند توسط یک نازل مغناطیسی هدایت شوند و نیروی رانش تولید کنند. این نوع موشک پادماده یک موشک پایون یا پیکربندی هسته پرتو است. کاملاً کارآمد نیست. انرژی به عنوان جرم استراحت پیون‌های باردار (۲۲٫۳٪) و پیون‌های بدون بار (۱۴٫۳۸٪) از دست می‌رود و به عنوان انرژی جنبشی پیون‌های بدون بار (که نمی‌تواند برای رانش منحرف شود) از دست می‌رود. و به عنوان نوترینوها و پرتوهای گاما از بین می‌روند (به پادماده به عنوان سوخت نگاه کنید).
نابودی پوزیترون برای موشک نیز پیشنهاد شده است. از بین رفتن پوزیترون‌ها فقط اشعه گاما تولید می‌کند. پیشنهادهای اولیه برای این نوع موشک، مانند آنچه که توسط یوگن سانگر ساخته شد، استفاده از موادی را فرض می‌کرد که می‌توانست پرتوهای گاما را منعکس کند، که به عنوان بادبان نور یا سپر سهموی برای استخراج نیروی رانش از واکنش نابودی استفاده می‌شد، اما هیچ شکل شناخته‌شده‌ای از ماده وجود نداشت. (متشکل از اتم‌ها یا یون‌ها) با پرتوهای گاما به گونه ای برهم کنش می‌دهد که بازتاب چشمی را ممکن می‌کند. با این حال، تکانه پرتوهای گاما می‌تواند تا حدی با پراکندگی کامپتون به ماده منتقل شود.
یکی از روش‌های رسیدن به سرعت‌های نسبیتی از موشک فوتون لیزری اشعه گاما ماده-پادماده جی‌ئی‌وی(GeV) استفاده می‌کند که با تخلیه نسبیتی پروتون-ضد پروتون امکان‌پذیر است، جایی که پس‌زدگی از پرتو لیزر توسط اثر موسباور به فضاپیما منتقل می‌شود.
گفته می‌شود که یک فرایند نابودی جدید توسط محققان دانشگاه گوتنبرگ توسعه یافته است. چندین راکتور نابودی در سال‌های گذشته ساخته شده‌اند که در آن‌ها هیدروژن یا دوتریوم توسط نابودی لیزری به ذرات نسبیتی تبدیل می‌شوند. این فناوری توسط گروه‌های تحقیقاتی به رهبری پروفسور نشان داده شده است. لیف هولملید و سیندره زینر-گاندرسن در مراکز تحقیقاتی در سوئد و اسلو. سومین راکتور ذرات نسبیتی در حال حاضر در دانشگاه ایسلند در حال ساخت است. ذرات ساطع شده از فرآیندهای نابودی هیدروژن ممکن است به ۰٫۹۴c برسد و می‌تواند در رانش فضایی استفاده شود. البته توجه داشته باشید که صحت تحقیقات لیف هلملید مورد مناقشه است.

### موشک ضد ماده حرارتی: گرم کردن یک پیشران
این نوع موشک پادماده را موشک پادماده حرارتی می‌نامند زیرا انرژی یا گرمای حاصل از نابودی برای ایجاد اگزوز از مواد غیر عجیب و غریب یا پیشران مهار می‌شود.
مفهوم هسته جامد از آنتی پروتون‌ها برای گرم کردن یک هسته فلزی جامد با وزن اتمی بالا (Z) استفاده می‌کند. پیشرانه به درون هسته داغ پمپ می‌شود و از طریق یک نازل منبسط می‌شود تا نیروی رانش ایجاد کند. عملکرد این مفهوم تقریباً معادل موشک حرارتی هسته ای است ({\displaystyle I_{\text{sp}}} ~ ۱۰ ۳ ثانیه) به دلیل محدودیت‌های دمایی جامد. با این حال، راندمان تبدیل انرژی پادماده و گرمایش به دلیل کوتاه بودن مسیر بین برخورد با اتم‌های هسته معمولاً بالا است (بازده {\displaystyle \eta _{e}} ~ ۸۵٪. چندین روش برای موتور ضد ماده حرارتی پیشران مایع با استفاده از پرتوهای گامای تولید شده توسط نابودی آنتی پروتون یا پوزیترون پیشنهاد شده است. این روشها شبیه روشهای پیشنهادی برای موشکهای حرارتی هسته ای است. یک روش پیشنهادی استفاده از پرتوهای گامای نابودی پوزیترون برای گرم کردن هسته موتور جامد است. گاز هیدروژن از این هسته عبور می‌کند، گرم می‌شود و از نازل موشک خارج می‌شود. نوع دوم موتور پیشنهادی از نابودی پوزیترون در گلوله سرب جامد یا گاز زنون فشرده برای تولید ابری از گاز داغ استفاده می‌کند که لایه اطراف هیدروژن گازی را گرم می‌کند. گرمایش مستقیم هیدروژن توسط پرتوهای گاما غیرعملی تلقی می‌شد، زیرا فشرده سازی کافی از آن در یک موتور با اندازه معقول برای جذب پرتوهای گاما دشوار بود. سومین نوع موتور پیشنهادی از پرتوهای گامای نابودی برای گرم کردن بادبان فرسایشی استفاده می‌کند و مواد فرسوده نیروی رانش را فراهم می‌کنند. همانند موشک‌های حرارتی هسته‌ای، ضربه خاص قابل دستیابی با این روش‌ها توسط ملاحظات مواد محدود می‌شود، که معمولاً در محدوده ۱۰۰۰ تا ۲۰۰۰ ثانیه است.
سیستم هسته گازی جامد با نقطه ذوب پایین را با یک گاز با دمای بالا (یعنی گاز تنگستن/پلاسما) جایگزین می‌کند، بنابراین دمای عملیاتی و عملکرد بالاتری را ممکن می‌سازد. {\displaystyle I_{\text{sp}}} ~ ۲ × ۱۰۳ ثانیه). با این حال، مسیر آزاد متوسط طولانی‌تر برای گرم شدن و جذب منجر به راندمان تبدیل انرژی بسیار پایین‌تر می‌شود. {\displaystyle \eta _{e}} ~ ۳۵٪.
هسته پلاسما به گاز اجازه می‌دهد تا یونیزه شود و در دماهای مؤثر حتی بالاتر عمل کند. اتلاف حرارت با محصور شدن مغناطیسی در محفظه واکنش و نازل سرکوب می‌شود. اگرچه عملکرد بسیار بالاست ({\displaystyle I_{\text{sp}}} ~ ۰۴ - ۱۰ ۵ ثانیه)، میانگین طولانی مسیر آزاد منجر به مصرف بسیار کم انرژی می‌شود ({\displaystyle \eta _{e}} ~ ۱۰٪